# دره سن‌خواکین
دره سن خواکین یا سن‌خواکین ولی (به انگلیسی: San Joaquin Valley) یک دره در ایالات متحده آمریکا است که در کالیفرنیا واقع شده‌است.